# فؤاد بليبل
فؤاد بليبل (1330 هـ /1911م بكوم حمادة  - 1360هـ/1941م)هو أديب وشاعر لبناني عاش معظم حياته في مصر.

## نشأته وسيرته
ولد 
فؤاد بن الشيخ عبد الله بشارة بليبل في عام (1330هـ - 1911م) بكوم حمادة بمديرية البحيرة - مصر، لأسرة من أصل لبناني نزحت إليها قبل خمسين سنة من ولادة الشاعر. وأصله من بلدة بكفيَّا بجبل لبنان، عاش حياته في مصر ولبنان وتربى على البذخ ورغد العيش. التحق بالمدرسة الابتدائية بكوم حمادة (1920)، وفي عام (1922م) رحل إلى لبنان ليلتحق بكلية الآباء اليسوعيين ببيروت، وظل بها حتى عام (1929م)، ثم انتقل إلى مدرسة الفرير للغة العربية ببكفيَّا، حيث ظهرت مواهبه فأخذ ينظم الشعر وينشره في الصحف والمجلات اللبنانية، ثم عاد إلى مصر عام (1932م)، وعمل بالتجارة مع والده، وظل يتردد كتاجر بين بكفيَّا وكوم حمادة حتى عام (1935م)، ثم انتقل إلى الإسكندرية، حيث عُيّن مدرسًا للغة العربية والترجمة بكلية سان مارك للفرير، ثم تركها بعد عام ونصف العام قاصدًا القاهرة، ليعمل بجريدة الأهرام، إلى جانب مزاولته لمهنة تدريس اللغة العربية والترجمة بكلية الليسيه الفرنسية. اتصل بالعديد من أدباء القاهرة البارزين أمثال: هدى الشعراوي، ومحمود غنيم، ومحمد محمود دبا، ونشر الكثير من قصائده وأشعاره في أُمّات المجلات الأدبية.

## أسلوبه الشعري
كان فؤاد بليبل شاعر اجتماعي، عالج في شعره بعض الأدواء الاجتماعية، وله شعر ذاتي وجداني، فقد كتب في الغزل مازجًا بين العفيف منه والصريح، تعذبه الذكرى ويقلقه سؤال المآل، وله شعر في الرثاء خاصة قصيدته في ذكرى وفاة سعد زغلول، كما كتب في المدح، وله في الطرائف الشعرية الإخوانية. لغته طيعة، وخياله فسيح، يمتلك نفسًا شعريًا طويلاً، التزم عمود الشعر إطارًا لبناء قصائده، أخذ من تقاليد الشعر القديم مخاطبة الصاحب أو الصاحبة، وأضفى طابعًا سرديًا وشيئًا من الحوار والتفصيل الذي يقربه إلى الأسلوب الواقعي.
وقد كتب فؤاد بليبل في معرض الحديث عن التجديد في شعره:
قال شاعر القطرين خليل مطران في مقدمة ديوانه "أغاريد ربيع" عام (1941م):
«ربيعٌ مداه ثلاثون عامًا تغنى به ذلك الشاعر النضير، تغنى بما أوحاه نزقُ الصِّبا
وما صوّرته له أوهامُه وأحلامُه، ثم تغنى بما أجْرته من دموعه مِحَنُ الحياة وقد بكـّرت في إيذائه ودكـّت حالا بعد حال ما شاد من صروح آماله وأمانيـــه، ثم مرَّ بالحوادث فآنـًا يبكي وآنـًا يضحك، وآنــًا يرضى وآنـًا يثور، وبين وحي الرؤية ووحي السماع ما يحرك في فؤاده الوتر الحساس فيرده شعرًا، ويصوغ ذلك الشعر، بقدر ما تتمكن فيه الملكة، صوغ الماهر الذي كان في طريق العبقرية لو فـُسح له في الأجل».
ثم يضيف شاعر القطرين خليل مطران:
«كان فؤاد بليبل من المجدِّدين، ولكنه لم يعمد إلى التجديد إلا عن طريق وصفه للحوادث التي شهدها والأناس الذين اتصل بهم وعن طريق تعبيره عن شعوره الصادق كما تلقاه من تلك المصادر، وأما أن يُحدث انقلابا في السماء والأرض وأن يُخرج الأسماءَ عن معانيها والمسمّيات عن طبائعها ليقولَ ما يندُّ عنك فهمُـه ، فهذا مذهب لم يـَضرب فيه بسهم».
وقال عنه إلياس خليل زكريا الذي كتب مقدمة الطبعة الثانية سنة 1963م:
«إن وطنية فؤاد بليبل لا تقـِلُّ اتـِّقادا عن وطنية الشابي، فلماذا أُرِّخ َ للثاني وتـُنوسيَ الأول!؟ عِلما أن شاعرية بليبل شاعرية فـذة متفجِّرة قلما وصل إليها الشعراء وهم في مثل سنه».

## شعره
كان لا يُعنى بأعماله الأدبية، لذلك لاقى أقاربُه صعوبات كثيرة في جمع شعره من المجلات والصحف والمسودات التي خلـّفها بخط يده.
وله ديوان «أغاريد ربيع» - مكتبة الرسالة - القاهرة 1941م (عُني بطبعه ميشيل قسطندي - صهر المترجم له)،
ونشرت له صحف عصره عددًا من القصائد منها: «بالله عديه ولو كذبًا» - المقطم - 5 من مارس 1935، و«عود على بدء» - العروسة - 12 من أكتوبر 1938، و«دمعة فابتسامة» - العروسة - 28 من ديسمبر 1938، و«حلم» - الأهرام - نوفمبر 1939، و«المنبوذ» - الرسالة - 22 من أبريل 1940، و«عِبَر الدهر» - الثقافة - 16 من يوليو 1940، و«بنت أحلامي» - الثقافة - 13 من أغسطس 1940، و«وحي الرسالة» - الثقافة - 3 من ديسمبر 1940، و«ثائرة» - مجلة الشؤون الاجتماعية - ديسمبر 1940.

## وفاته
وكأن الشاعر أحسَّ بدنوّ أجله ففاض بيانه بقصيدة تحت عنوان "أنـا" يقول فيها:
وهوى نجمُ هذا الشاعر الشاب في (22 آذار عام 1941م) وهو في التاسعة والعشرين من عمره، واحتـُفلَ بتشييع جنازته بعد ظهر (23 آذار 1941م) في القاهرة في حفل حاشد مضى به إلى المدافن في مصر القديمة، وأبَّنـَــهُ على الضريح صديقـُه المحرر في الأهرام محمــد الحـنـّاوي وقال:

## رثاه
كتبتْ عنه إثر وفاتِهِ مجلة "الثقافة" وكذلك كتب عنه أحمد حسن الزيات في مجلة "الرســالة " في (1941م).
ورثاه عدد كبير من أدباء مصر وشعرائها مثل: محمد عبد الغني حسن، وخليل شيبوب، وأنطون الجميل، وأحمد حسن الزيات، ومحمود غنيم، ومحمود تيمور، ومنيره توفيق وغيرهم.
وأقيم له حفل تأبين في نادي لبنان بالقاهرة ليلة الأربعين لوفاته.

## تكريمه
أقيمت للفقيد حفلة تأبين في "نادي لبنان" بالقاهرة مساء (1941م) بمناسبة مرور الأربعين على وفاته تكلم فيها: الكاتب أنطون الجميِّل، والشاعر د. إبراهيم ناجي، والشاعر علي محمود طه، ومحمد أمين جمال الدين، ثم أنشدَ محمود غنيم مرثيـَّةً في صديقه الشاعر الراحل وكذلك تكلم فؤاد كامل ومحمود السيد شعبان وعبد الرحمن الخميسي وصلاح ذهني.
وبعد وفاة الشاعر أبدت هدى هانم شعراوي استعدادها لطبع ديوانه على نفقتها الخاصة ولكن لم تسمح الظروف بتحقيق ذلك، فقام صهره ميشيل قسطندي بإصدار الطبعة الأولى عام (1941م) أما الطبعة الثانية، صدرت عام (1963م) عن "دار الأندلس " بلبنان، حيث استهله الأستاذ حسين عاصي باسم الدار كاتبًا:
"هذا الديوان لشاعر ٍ لبنانيِّ الأصل، حاول النسيانُ أن يغمرَ ذكراه، فتمرّدَ إبداعُهُ وانتفض به من غبار ِ الإهمال إلى سدرة ِ الخواطر وخلجات القلوب، ففؤاد بليبل في النهضة الشعرية الحديثة، شاعرٌ مبرِّز ٌ من شعراء الطليعة، يستحقُّ من وطنه، الذي غنـّاهُ على الزمن، التقديرَ، ومن قـُرّائهِ الذين أعطاهم من عصارات ِ نفسِهِ، الدرسَ والتحليل".

## قالوا عنه
قال الشاعر محمود غنيم:
«لم يهرف صاحبُنا بالشعر كما يهرف سواه حتى ينطق به، ولكنه نطق أول ما نطق، شعرا مستقيما كامل المقوِّمات لا أثر فيه للكلفة والافتعال».
وقال أيضًا:
«ونـمَّ شعرُه عن مكانته حتى نـُشرت له عدة قصائد، قلَّ أن يُخطىء المُطـَّلع عليها في حكمه بأنها لشاعر بارع... وقد كان من مدرسة في الشعر تأخذ بالأسلوب الرصين، رصانة ً تقرب إلى القديم على حداثة التفكير وطرافتــه».
قال الأديب الكبير أحمد حسن الزيات:
«فقد كان المتّصلون به والقارئون له يعتقدون أنْ سيكون له في الشعر الوجداني أثرٌ مذكور بفضل ما وهبه الله من صدق الشعور وصفاء النفس وعذوبة الروح واستكمال الأداة».
قال الأديب القصصي صلاح ذهني:
«لقد كانت حياته قصة شاعر ٍ هبط إلى الأرض، حتى إذا جاءه الوحيُ غنى، وحتى إذا ما ارتفعت ألحانـُه، وأنصت الكون، وهدأت الكائناتُ لتسمع، شارف اللحنُ نهايتـَه، وإذا قصيدة ٌواحدة، قصة شاعر، زهرة من السماء تفتحت على نسمات الصباح، وذوت عند الغروب ما أقصرَ يومَهــا وما أجلــَّهُ وما أعظمَـه».
قال إلياس خليل زكريا الذي كتب مقدمة الطبعة الثانية سنة 1963:
«يلفُّ الصورة َ بردائه ِ لفـّا ً قد يتفتقُ على أصابعه الرداءُ ولكنه لا يتمزق وقد تنقطع العروة ُ لكن لا تتشقـق وقد يخمد لونـُه أو بعضُ لونه، ولكنه لا ينطفئُ انطفاءً على لونه من المعرفة المشرقية والمغربية لونٌ وفير ترفعتْ نفسُه ُ عن التقليد ولم تعفَّ عن الاقتباس ـ قبَسٌ من قبس يضطرمُ من الشعاع ـ وأُرِّخَ الشعرُ فتجاهل المؤرخُ أغرودتـَه وله في المجرد والعقدة الشعرية فضلٌ متقدِّم».